# Challengers !
Ne doit pas être confondu avec Challengers.
Challengers ! est un jeu de société créé par Markus Slawitscheck et Johannes Krenner sorti en 2022 et édité par Z-Man Games. Il a remporté le Kennerspiel des Jahres en 2023.

## Présentation
Le but de jeu est de remporter le maximum de fans lors de combats de capture de drapeau. Les joueurs se rencontrent lors de 7 duels consécutifs qui ont lieu en simultanée. Les 2 joueurs ayant le plus de fans à l'issue de ces 7 manches se rencontrent pour la "grande finale" qui décerne alors le vainqueur. 
Chaque manche se déroule en 2 phases. Une phase dans laquelle chaque joueur va améliorer son deck de cartes. Une seconde dans laquelle les joueurs s'affrontent en duel en piochant les cartes dans leur deck dans un style d'auto battler,, donc sans les choisir (hormis en cas d'effet spécial). 

## Jeux dérivés
| Année | Titre original          | Titre français          | Auteur                                | Commentaire |
| ----- | ----------------------- | ----------------------- | ------------------------------------- | --- |
| 2023  | Challengers ! Beach Cup | Challengers ! Beach Cup | Markus Slawitscheck, Johannes Krenner | Standalone - Nouvelle mécanique via l'ajout de 16 cartes dresseurs - 70 nouveaux champions - possibilité de jouer jusqu'à 16 en mixant avec le jeu d'origine. |

## Récompenses
| Année | Cérémonie        | Catégorie                                                | État       | Références |
| ----- | ---------------- | -------------------------------------------------------- | ---------- | ---------- |
| 2023  | As d'or          | Jeu initié                                               | Récompensé | [ 3 ]      |
| 2023  | Spiel des Jahres | Kennerspiel des Jahres (jeu pour connaisseur de l'année) | Récompensé | [ 4 ]      |